# 학습 장애
학습 장애(learning disability)는 보통 혹은 그 이상의 지능을 가지고 있음에도 불구하고, 개인의 내적인 요인으로 인해 기본적인 학습 능력에 심한 어려움이 있는 상태이다.

## 효과
학습 장애나 학습 편차의 효과는 학업 성과에만 국한되지 않는다. 이들은 사회성 문제도 겪게 된다. 신경심리적 차이는 또래들이 보이는 사회적 단서(social cue)를 알아차리는데 악영향을 줄 수 있다. 연구자들은 학습 장애를 가지고 있는 사람들은 학습 편차와 낙인 찍히게 되는 결과로 인해 부정적 영향을 겪게 된다. 데이터와 방법론적 한계로 인해 특별 교육 서비스의 유효성이 확정되기 어려웠다. 최근 연구에서는 학습 장애를 가진 청소년은 비슷한 수준의 성취와 행동을 보이는 또래에 비해서도 학업 성적이 더 낮다고 한다. 학업 성적이 낮은 이유는 부분적으로 교사의 기대치가 낮기 때문이기도 하다. 미국 국립 데이터에 의하면, 시험 점수나 학습 행위를 통해 증명되는 학습 잠재력과 달리 학습 장애를 가지고 있는 학생에 대해서는 기대가 있다고 한다. 아동의 학습 장애와 성적 간에는 강력한 연관성이 있다고 한다.
많은 연구들은 학습 장애와 자존감 간의 연관성을 평가해 왔다. 연구들은 자존감이 학습 장애에 대한 인식에 의해 영향을 받는다고 보여주었다. 실제 성적에 상관없이, 학습 능력에 대하여 긍정적으로 인식하는 학생들은 그렇지 않은 학생보다 자존감이 높다. 그러나 연구들에서는 다른 요소 역시 자존감과 연결된다고 본다. 체육이나 미술 등 비학업적인 영역 역시 자존감을 높인다. 또한 외모에 대한 긍정적인 인식 역시 자존감에 긍정적 효과를 준다. 또다른 발견으로는 학습 장애 학생이 학업 기술과 지적 능력을 구분할 줄 안다는 것이다. 이는 자신의 학업적 한계를 알지만 다른 지적 과제를 성공시킬 수 있는 자신의 잠재력을 알아본 학생은 자신을 지적으로 유능하다고 인식한다는 것을 의미한다. 이러란 인식은 자존감을 높인다.
학습 장애를 가지면서 장애 행동(challenging behavior)을 보이는 사람들을 대상으로 한 연구에서는 이들이 정신병약을 먹는 것이 위험을 상쇄할 만큼 이점이 있다고 입증되지 못하였다고 본다.

## 원인
학습 장애 원인은 명확히 밝혀지지 않았으며, 학습 장애 원인이 명확하지 않을 때도 있다. 그러나 신경정신적 장애의 원인은 다음과 같다.
부모 유전 및 유전자 문제
학습 장애는 유전자 문제와 가족 내 유전 문제와 연결되어 있다. 학습 장애 아동은 부모도 같은 학습 장애일 수도 있다. 12년 미만의 교육을 받은 부모들은 아동이 독해 장애(reading disability) 가능성이 높다. 일부 아동은 학습 장애 등의 발달 장애(developmental disorder)를 일으킬 수 있는 자생 변이(spontaneous mutation), 즉 부모 어느 쪽도 가지고 있지 않은 변이를 가지고 있을 수 있다. 한 연구는 아동 300명 중 1명꼴로, 의사소통 및 학습 장애를 일으키는 CDK13 유전자 결함 등의 자생 변이를 가지고 있을 수 있다고 본다.
임신 및 분만 시 발생한 문제
학습 장애는 두뇌 발달 이상, 질병, 부상 등으로 발생할 수 있다. 위험인자는 태아가 알코올이나 약물에 노출되어 3파운드 이하의 저체중아로 태어날 수 있다는 것이다. 이러한 아동들은 수학이나 독해 능력에 장애가 발생할 수 있다. 조산이나 만산, 진통이 길거나 산소 공급에 문제가 있는 아동은 학습 장애로 발전할 수 있다.
출산 후 사고
학습 장애는 머리 부상, 영양실조, 중금속이나 살충제 등의 독성 물질 노출 등으로 발병할 수 있다.

## 판별
학습 장애 학생에게 그에 적절한 교수를 하려면 학습 장애를 정확히 평가하고 진단해야 하기 때문에, 학습 장애 판별을 위해 IDEA에 의해 중재반응모형이 설계되었다. 이것은 학생에게 과학적으로 타당하게 교수하고, 이에 따라 학생이 반응하는지 여부를 판단하고 진전도를 검사함으로써 학습 장애를 판별하는 것이다.

## 특성 및 증상
학습 장애 아동의 특성을 다섯 가지로 분류하면, 학업적 특성으로 읽기, 말하기, 듣기, 쓰기, 셈하기, 추론하기 등 영역 중 몇 가지에서 어려움을 보인다. 추론하기의 경우에 문장제 문제를 읽고 그 문제에 담긴 의미를 파악하기 어려운 경우가 있고 특히 읽기 장애의 경우가 가장 많은데, 읽기의 경우에 글자를 빠트리거나 추가하거나 하는 문제를 보이기도 한다. 인지적 특성으로는 낮은 기억력을 보이고 인지적인 전략을 잘 사용하지 못해 비효율적인 결과를 낳는다. 하지만 평균 지능을 가지고 있다. 정서적 특성으로는 낮은 학업성취로 인한 자신감 결여, 부정적인 자아 개념, 위축, 부적절한 귀인 등을 보인다. 하지만 반대로 안정적인 정서를 가지고 사회적으로 거부당하지 않고 잘 생활하는 경우도 있다. 사회적 특성으로는 상황에 대해 잘못 판단하여 부적절하게 행동하는 경우가 많아 사회적으로 거부되기 쉽다. 사회적인 거부가 반복되면 정서적으로 더욱 부정적인 자아 개념을 갖게 되고 사회적으로 위축되어 다른 사람과의 관계를 맺는 것이 더욱 어려워질 수 있다. 신체적 특성으로는 운동능력의 부족함으로 손으로 도구를 사용하여 하는 활동에서 문제가 있을 수 있고, 어설픈 동작을 보이기도 한다. 또한 시각적, 청각적인 정보처리에서 문제가 있어 학업적 문제를 보일 수 있다.

## 교수법
학습 장애 학생을 위한 교육 지침으로, 교정적 접근과 전략 교수 등이 있다. 교정적 접근은 기본적인 기술을 향상시키기 위한 교수법으로, 읽기, 쓰기, 어휘 및 독해력, 수학 등을 여러 단계를 거쳐 배우도록 한다. 독해력 향상을 위해서는 학생들과 대화를 통해 여러 단계를 거쳐 내용을 이해하는 상보적 교수방법, 스스로 읽은 내용을 파악하고 잘못된 내용을 수정하는 자기점검 독해력 전략 등을 사용한다. 수학적인 개념을 가르치기 위해 구체물-반구체물-추상물의 순서를 따르며, 많은 학습 장애 학생들이 어려워하는 수학 문장제 문제는 인지 및 초인지 전략의 7단계를 거쳐 문제를 풀도록 한다. 학습전략 교수는, 비효율적인 학습전략을 사용하는 학습 장애 학생들에게 인지전략과 초인지 전략을 활용하도록 가르치는 전략교수를 말한다. 미국 캔자스 대학에서 개발한 학습전략으로 전략과 시험 준비, 노트 필기, 시간관리 등의 일반전략이 있다. 학습 장애 학생을 위한 효과적인 교수법의 원칙이, 과제의 난이도를 조절하며, 소집단으로 상호작용하도록 집단을 구성하고, 기본적 기술을 가르치며, 문제해결 기술을 가르치고, 초인지 전략을 사용하도록 학습 과정을 모델로 보여주는 다섯 가지 원칙이 있다.